# Aglona (plaats)
Aglona is een plaats in Letgallen in het oosten van Letland en telt ongeveer 964 inwoners. Sinds 2021 behoort ze tot de gemeente Preiļu novads. Aglona staat bekend om zijn basiliek, die in 1980 werd bezocht door paus Johannes Paulus II. Op 15 augustus (Maria-Tenhemelopneming) wordt de plaats elk jaar door duizenden pelgrims bezocht.
De plaats ligt tussen de meren Cirišs and Egles aan de doorgaande weg P62.